# 응아이
응아이인(Người Ngái)은 베트남의 하카인을 말한다.